# Hermann Lickfeld

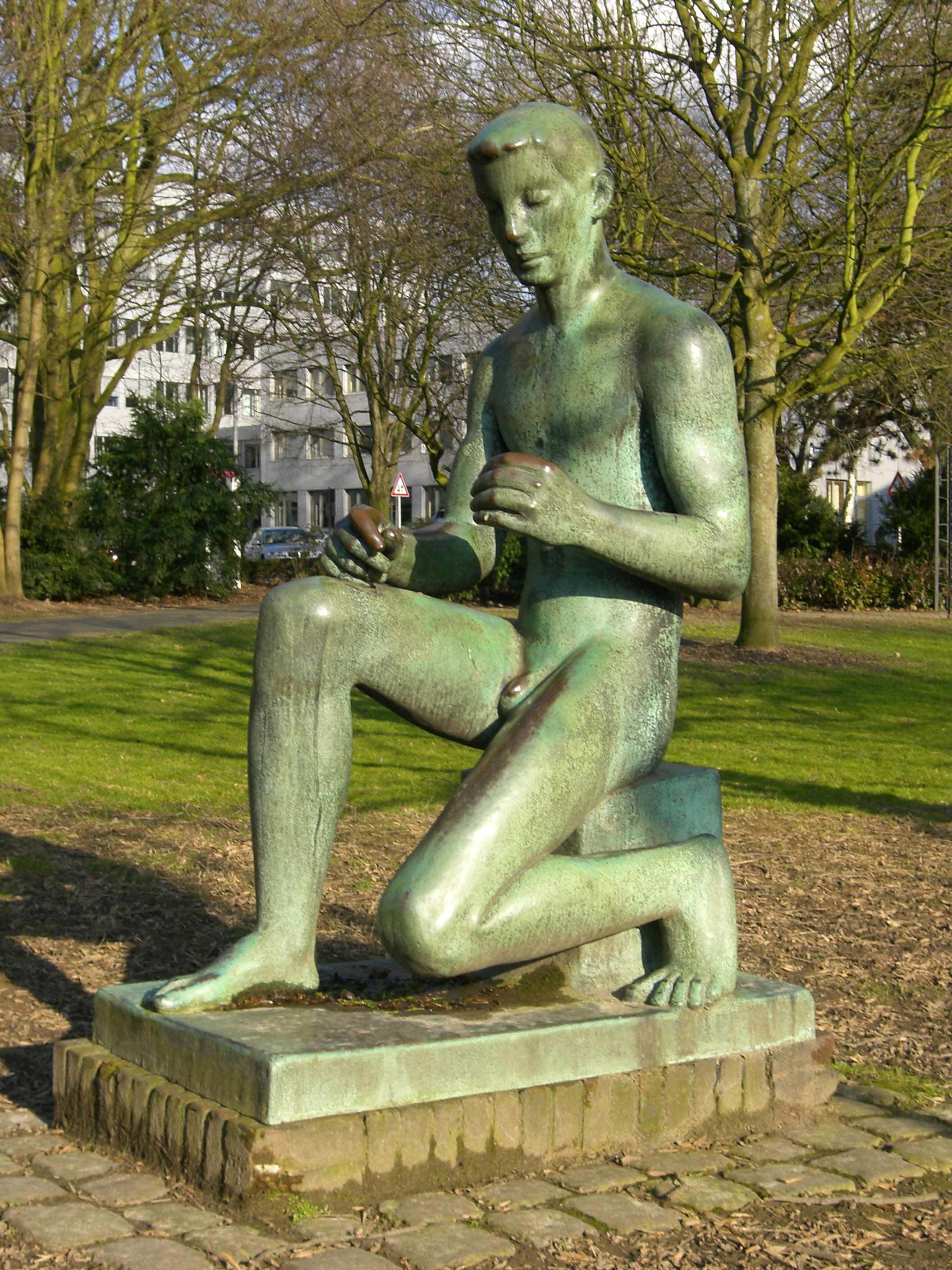
„Der Bogenschütze“ von 1935 von Lickfeld im Luisental in Mülheim

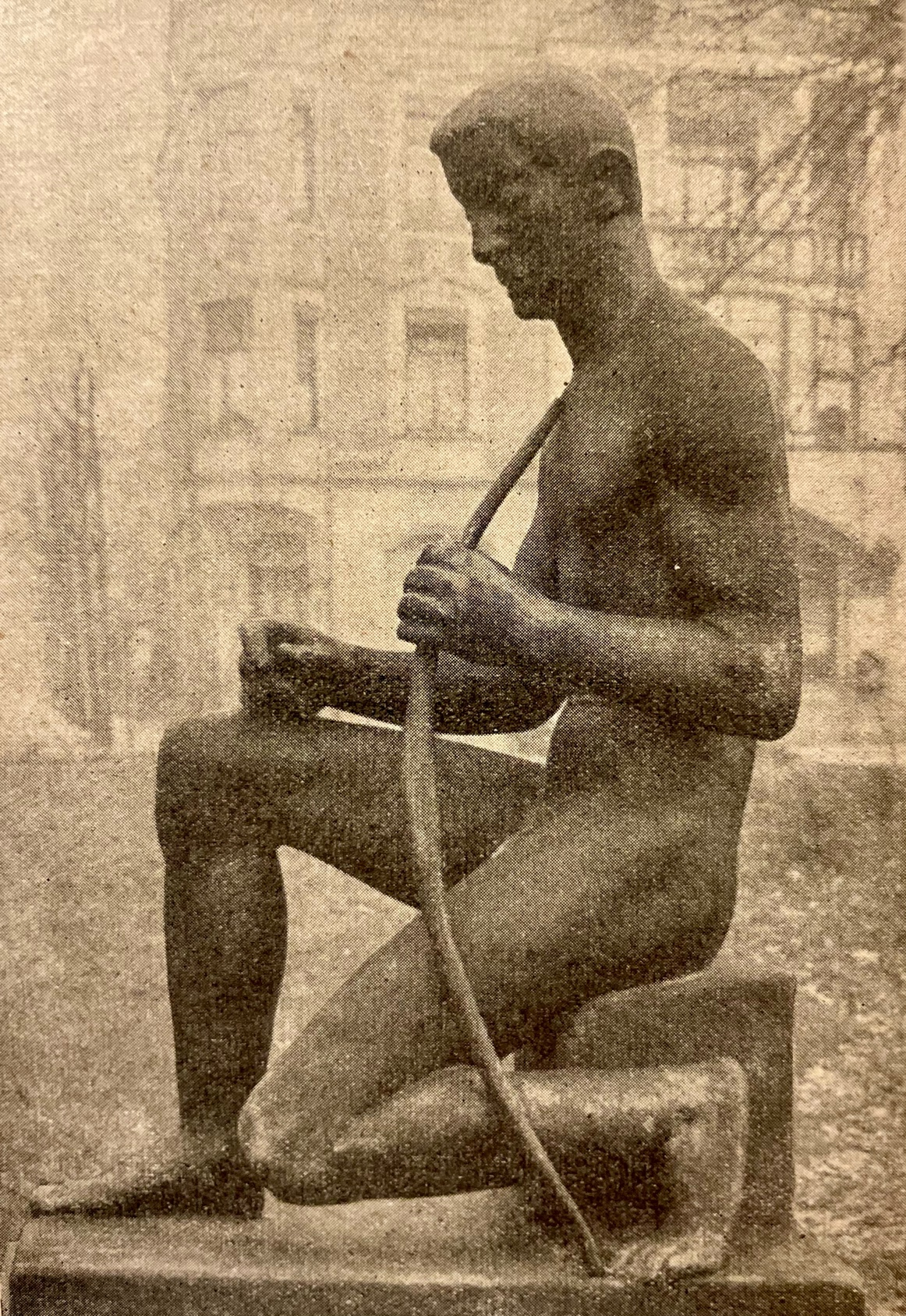
Kunst im öffentlichen Raum: Ursprünglich auf dem Goetheplatz in der Ruhrtalstadt Mülheim - von Hermann Lickfeld

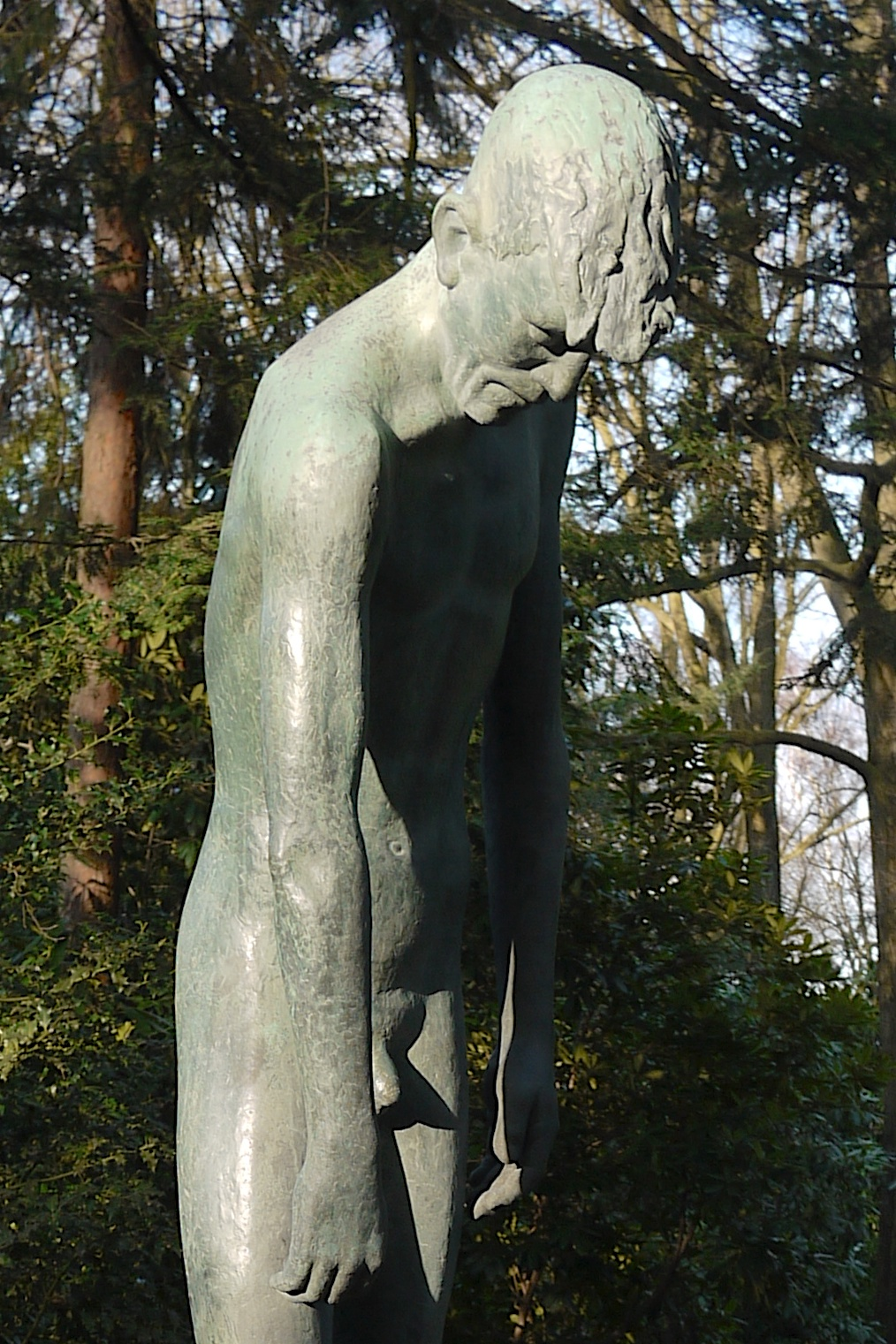
„Zusammenbrechender Krieger“ auf dem Mülheimer Ehrenfriedhof

Hermann Lickfeld (* 27. Juni 1898 in Alstaden; † 31. Juli 1941 in Gießen) war ein deutscher Bildhauer.

## Leben
Lickfeld stammte aus einer Arbeiterfamilie und arbeitete selbst als Dreher zehn Jahre lang in den Thyssen-Werken. Er lebte mit seiner Frau Emma, geb. Bick, und einem Sohn im Gebäude der früheren Volksschule im Mülheimer Ortsteil Ickten.
Das Bildwerk Zusammenbrechender Krieger aus dem Jahre 1933 befindet sich als Mahnmal auf der Mülheimer Kriegsgräberanlage am Großen Berg im Uhlenhorst. Das Westfälische Landesmuseum wählte seine Plastik Stehendes Mädchen im Februar 1936 zum Kunstwerk des Monats.
Nach dem Entwurf des Bildhauers Harry Liebmann führte Hermann Lickfeld das Gussmodell des Pioniers am Kriegerdenkmal 1914–18 der rheinischen und westfälischen Pioniere und Verkehrstruppen am Wasserbahnhof aus; das Denkmal wurde am 5. September 1937 feierlich enthüllt.
Lickfeld erhielt den Auftrag für die Ruhrtalstadt Mülheim eine Büste für den dortigen Goetheplatz zu schaffen. Anstelle der Büste bezog sich Lickfeld auf das Gespräch "über den Bogenschützen" zwischen Johann Wolfgang von Goethe und Johann Peter Eckermann. Die Skulptur stammt aus dem Jahr 1937 (aufgestellt am 3. Juni 1938). Später wurde die Skulptur in den Innenstadtpark "Ruhranlage" verlegt.
Im Mai 2011 wurde die Skulptur Der Bogenschütze von mutmaßlichen Metalldieben gestohlen und einige Tage später beschädigt wieder aufgefunden. Bereits im Zweiten Weltkrieg war wegen der Metallknappheit die Statue zur Einschmelzung nach Hamburg gebracht worden, wurde aber nach Kriegsende ohne Bogen gefunden und nach Mülheim zurücktransportiert.

## Ausstellungen (Auswahl)
- 1930: Rheinische Sezession, Jahresausstellung in der Städtischen Kunsthalle Düsseldorf. Lickfeld beteiligte sich mit seiner Büste Porträt Frau Ey.[4]

## Ehrungen und Auszeichnungen
- In Mülheim an der Ruhr, im Stadtteil Broich, wurde 1978 die Hermann-Lickfeld-Straße nach ihm benannt.
- Seit 2001 gibt es in Mülheim den Hermann-Lickfeld-Förderpreis für Bildende Kunst, der mit 2000 Euro dotiert ist und von einer Jury mit sieben Experten jährlich an einen herausragenden Künstler verliehen wird.

## Weitere Quellen
- Stadtarchiv Mülheim an der Ruhr, Bestand 1623 (Nachlass Hermann Lickfeld)
- Stadtarchiv Mülheim an der Ruhr, Bestand 1550/111 (Biografische Sammlung)